# Luka Koprivšek
Luka Koprivšek (* 1940 oder 1941; † 29. Oktober 2018 in Ljubljana) war ein slowenischer Skisprungtrainer.
In den 1970er Jahren war Koprivšek der erste professionelle Skisprungtrainer des SSK Ilirija in Ljubljana. Später war er Co-Trainer und Cheftrainer der slowenischen (damals jugoslawischen) Skisprung-Nationalmannschaft. Er trainierte unter anderem Primož Ulaga, Miran Tepeš, Vasja Bajc und Matjaž Debelak. Letzterer gewann während Koprivšeks Zeit als Cheftrainer die Bronzemedaille im Einzelwettbewerb von der Großschanze bei den Olympischen Winterspielen 1988 in Calgary, das Team holte zudem Silber im Mannschaftswettbewerb. 1991 wurde Franci Petek Weltmeister von der Großschanze bei den Nordischen Skiweltmeisterschaften in Predazzo.
Zudem war Koprivšek für einige Zeit Cheftrainer der slowenischen Nationalmannschaft in der Nordischen Kombination.
Koprivšek starb nach schwerer Krankheit im Alter von 77 Jahren in Ljubljana.